# Wet: The Sexy Empire

Экран город в пустыне на 1 уровне игры

Wet: The Sexy Empire (также Lula: The Sexy Empire, ЖАР: Империя секса) — компьютерная игра в жанре экономический симулятор, эротический квест, выпущенная германскими компаниями Interactive Strip и cdv Software Entertainment в 1998 году. Игра о внедрении на рынок порноиндустрии. Рисунки были сделаны немецким художником комиксов Карстеном Виландом.
Распространены переводы на русский язык, сделанные компаниями «Амбер», «Седьмой волк мультимедиа» и «Triada Multimedia».

## Сюжет

### Уровень 1. Городок в пустыне
Вас разыскивает ФБР за попытку ограбления. Перед вами небольшой американский городок, из которого нужно выбраться. Для этого нужно набрать 50 000$. У вас всего 500$ и подруга Лула. В городе есть полицейский участок, комиссионный магазин, сексшоп, магазин фото-видео техники, бар, контора агента по продаже видео, мотель (100$ за день и 540$ за неделю), банда байкеров и ферма тетушки Ma. Ночью работают только секс-шоп, мотель, агент и полиция. Лула может устроиться стриптизёршей в бар. В баре бывают девицы легкого поведения, их клиенты, торговец документами, игрок в кости. Деньги в баре можно заработать шантажируя посетителей, избив пьяного в туалете, сыграв в карты с игроком. В мотеле можно фотографировать или проводить видеосъёмку раздетой Лулы, а плёнку продавать агенту.

### Уровень 2. Киностудия
На этом уровне нужно некоторое количество раз снять Лулу в порнофильмах, чтобы сделать ее звездой (полная цепочка производства, включая монтаж и озвучивание). У риэлтера нужно арендовать или купить здания: Casting Office, Movie Planning, Reception и Lula’s bedroom и поместить объявление о вакансиях в Casting Office (в том числе секретаршу в офис). В Casting Office можно давать объявления о приеме на работу обслуживающего киностудию персонала, актрис/актеров, можно смотреть их досье, изменять зарплату или увольнять. Когда фильм снят его можно продать у агента. Лулу можно снимать одновременно только в одном фильме, для этого надо зайти в ее спальню и назначить её на роль, после того, как фильм запущен в производство, но перед тем, как его начали снимать в студии. Там есть два показателя Лулы: популярность и настроение. Популярность увеличивается за счет заказных скандалов, которые стоят много денег, а настроение покупается подарками. Успех фильма зависит от рекламы. После нескольких снятых фильмов, когда вы попадете в чарт продаж, Лула посчитает себя звездой и уровень закончится.

### Уровень 3. Сеть магазинов
На этом уровне надо накопить 50 000 000$ и запустить спутник связи в Хьюстоне для того, чтобы весь мир узнал, кто такая Лула. Главная задача на этом уровне — создать свою сеть порномагазинов. Основные герои этого уровня: банкир, девушка-риэлтер, девушка-рекламный агент, девушка-диверсант. Начать надо с виллы в Лос-Анджелесе. Все перемещения из города в город осуществляются самолётом, но гражданские рейсы не надежны, поэтому при первой возможности купите себе личный самолет и наймите пилота. В каждом городе вы посещаете риэлтора и арендуете побольше магазинов, крупных и в центре города.

## Оценки
| Русскоязычные издания | Русскоязычные издания |
| Издание               | Оценка                |
| --------------------- | --------------------- |
| «Игромания»           | [ 3 ]                 |